# 篠原睦
篠原 睦（しのはら あつし、1977年6月8日 - ）は、日本のオートレース選手。山口県出身。26期、飯塚オートレース場所属。

## 選手データ
- プロフィール
  - 選手登録 1999年4月1日
  - 身長　169.2cm
  - 体重　55.6kg
  - 血液型　B型
  - 趣味　マリンスポーツ、スノーボード

- 戦歴 
  - 通算優勝回数:39回
  - グレードレース（SG,GI,GII）優勝回数:5回
  - 全国区レース優勝回数:1回（SG1回・プレミアムカップ0回）
  - SG優勝回数:1回 
    - オートレースグランプリ:1回（2021年）

  - GI優勝回数:0回
  - GII優勝回数:4回
- 受賞歴
  - オートレース表彰選手
    - 優秀選手賞:1回
    - 優秀新人選手賞:2回
    - 通算勝利記録選手賞（通算1着回数1,000回達成）

## 略歴
- 1999年
  - 4月1日、選手登録。
  - この年のオートレース選手表彰にて優秀新人選手賞を受賞。
- 2000年
  - この年のオートレース選手表彰にて2回目の優秀新人選手賞を受賞。
- 2001年
  - GII A級ファイター山陽王座決定戦（山陽オートレース場）で記念レース初優勝。当時の競走車呼名は「タイソン」。
- 2005年
  - 12月13日、GII第1回オーバルチャンピオンカップ（飯塚オートレース場）でGIIレース2勝目。
- 2013年
  - 6月9日、GIIダブルチャンピオンシップ（飯塚オートレース場）でGIIレース3勝目。競争車呼び名は「ブーヤドライブ」。
- 2021年
  - 8月15日、オッズパーク杯SG第25回オートレースグランプリ（伊勢崎オートレース場）でSGレース初優勝。
- 2022年
  - 6月3日、GIIミッドナイトチャンピオンカップ（飯塚オートレース場）でGIIレース4勝目。
  - 8月20日、通算1,000勝達成[1]。